# 卡皮區
卡皮區（西班牙語：Distrito de Ccapi），是秘魯的一個區，位於該國南部庫斯科大區的帕魯羅省，始建於1857年1月2日，面積334.85平方公里，海拔高度3,185米，2005年人口4,485，人口密度每平方公里13人。